# Tytan Donieck
Tytan Donieck (ukr. Професійний футбольний клуб «Титан» Донецьк, Profesijnyj Futbolnyj Kłub "Tytan" Donećk) – ukraiński klub piłkarski z siedzibą w Doniecku. Założony w roku 2002. Występuje w rozgrywkach ukraińskiej Drugiej Lihi.

## Historia
Chronologia nazw:
- 2002—2007: SK Tytan Donieck (ukr. CК «Титан» Донецьк)
- 2007—...: PFK Tytan Donieck (ukr. ПФК «Титан» Донецьк)

Sportowy Klub Tytan Donieck został założony w roku 2002 za inicjatywą Mykoły Dracza.
Klub występował w rozgrywkach Mistrzostw obwodu donieckiego.
W 2007 roku zgłosił się do rozgrywek w Drugiej Lidze i otrzymał status profesjonalny.
Klub zmienił nazwę na PFK Tytan Donieck i od sezonu 2007/08 występuje w Drugiej Lidze.